# チェルシー・ケイン
チェルシー・ケイン（Chelsea Cain, 1972年2月5日 - ）は、アメリカの作家。
アイオワ州に生まれ、ワシントン州ベリングハムで育つ。

## 主な作品

### ビューティ・キラーシリーズ
- ビューティ・キラー1 獲物（2008年6月 ヴィレッジブックス ISBN 978-4-86332-036-9 高橋恭美子訳）Heartsick
- ビューティ・キラー2 犠牲（2009年6月 ヴィレッジブックス ISBN 978-4-86332-154-0 高橋恭美子訳）Sweetheart
- ビューティ・キラー3 悪心（2011年8月 ヴィレッジブックス ISBN 978-4-86332-336-0 高橋恭美子訳）Evil At Heart
- ビューティ・キラー4 昏い季節（2012年8月 ヴィレッジブックス ISBN 978-4-86491-002-6 高橋恭美子訳）The Night Season
- ビューティ・キラー5 原罪（2013年9月 ヴィレッジブックス ISBN 978-4-86491-082-8 高橋恭美子訳）Kill You Twice
- Let Me Go ※未邦訳